# Luigi Biraghi
Luigi Biraghi (2. listopadu 1801 Vignate – 11. srpna 1879 Milán) byl italský římskokatolický kněz, zakladatel kongregace Sester od svaté Marcelliny. Katolická církev jej uctívá jako blahoslaveného.

## Život
Narodil se dne 2. listopadu 1801 v Miláně do rodiny farmářů jako páté z osmi dětí Francescu Biraghimu a Marii Fini. Pokřtěn byl následujícího 3. listopadu.
Ve dvanácti letech zahájil svá studia na kněžství. Studoval humanitní vědy, filozofii a teologii. Formaci absolvoval na kněžských seminářích v Miláně a v Monze. Kněžské svěcení přijal v katedrále Narození Panny Marie v Miláně dne 28. května 1825. Poté vyučoval na seminářích v Leccu, Sevesu a v Monze. Od roku 1833 pak působil v Miláně. V té době se s ním spřátelil pozdější benátský patriarcha Angelo Ramazzotti.
Ve spolupráci s Marianou Videmari založil dne 22. září 1838 v Cernusco sul Naviglio ženskou řeholní kongregaci Sester od svaté Marcelliny. Pomáhal kongregaci při jejím rozrůstání a organizoval zřízení nových řeholních domů. Pomáhal řešit mocenské spory v souvislosti s tzv. pěti dny milánskými. Získal funkci v Ambrosiánské knihovně v Miláně a stal se čestným kanovníkem při bazilice sv. Ambrože v Miláně. Roku 1873 jej papež bl. Pius IX., který si jej velmi vážil, jmenoval monsignorem.
Zemřel ráno 11. srpna 1879 v Miláně. Pohřben byl do rodinného hrobu a roku 1951 byly jeho ostatky přeneseny do mateřského domu jím založené kongregace v Miláně.

## Úcta
Jeho beatifikační proces započal dne 26. června 1981, čímž obdržel titul služebník Boží. Dne 20. prosince 2003 jej papež sv. Jan Pavel II. podepsáním dekretu o jeho hrdinských ctnostech prohlásil za ctihodného. Dne 20. prosince 2004 byl uznán zázrak na jeho přímluvu, potřebný pro jeho blahořečení.
Blahořečen pak byl dne 30. dubna 2006 na Piazza del Duomo v Miláně. Obřadu předsedal jménem papeže Benedikta XVI. kardinál José Saraiva Martins.
Jeho památka je připomínána 29. září. Bývá zobrazován v kněžském oděvu.